# Mythologie des Confins

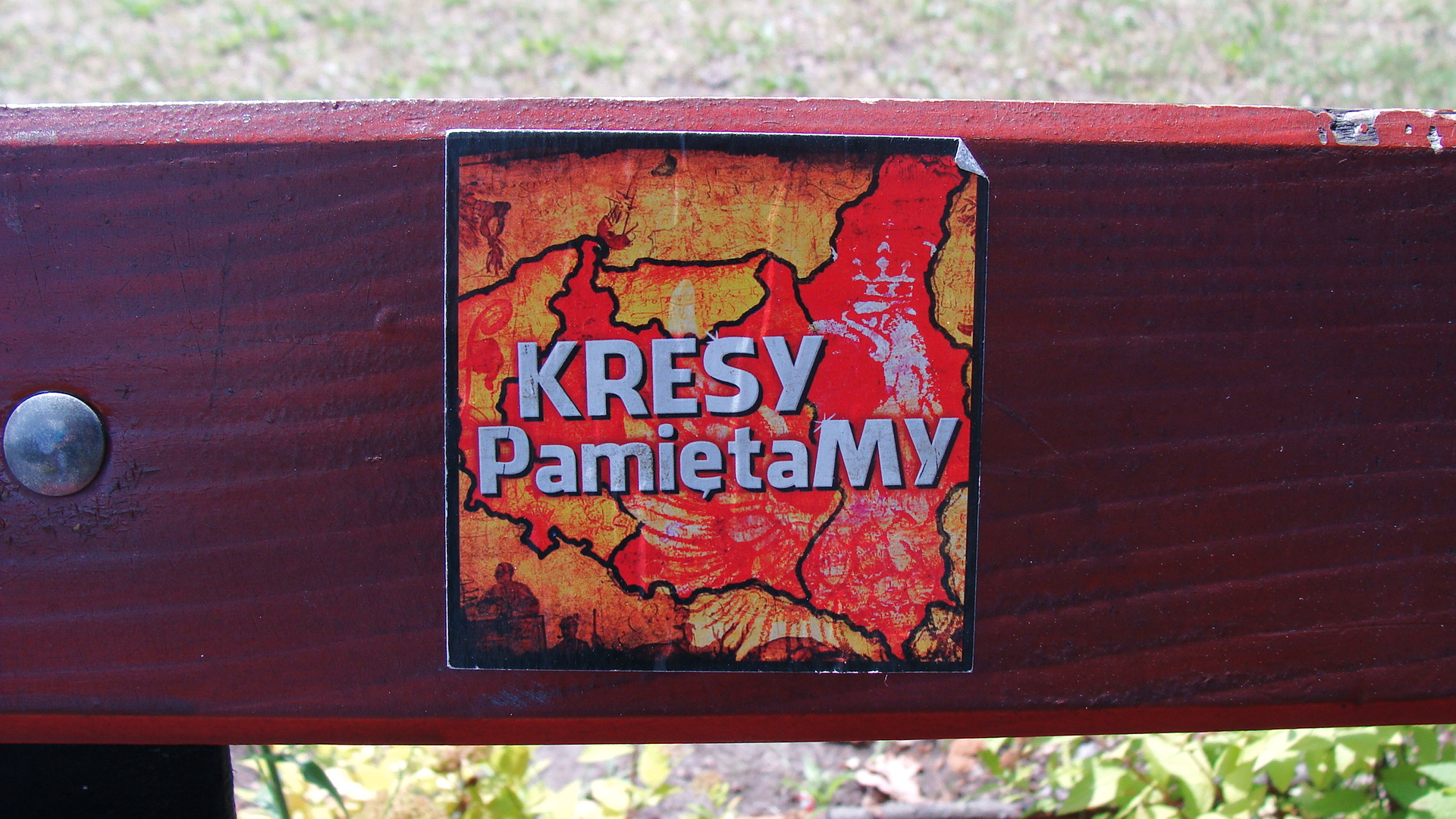
Autocollant illustrant la mythologie des Confins. Kresy Pamiętamy signifie « Nous nous souvenons des Confins ».

La mythologie des Confins (en polonais, mit Kresów, où « mythe » ne fait parfois pas nécessairement référence à une croyance fausse, comme en français), ou le culte des Confins (kult Kresów), voire la légende des Confins (legenda Kresów), est le nom d'un certain ensemble de points de vue ou d'attitudes retournant de l'attachement nostalgique des Polonais pour les anciennes régions frontalières orientales de la Pologne (les « Confins »), lesquels sont parfois compris dans un sens nationaliste ethnique, et d'autres fois comme une terre multiculturelle dominée par la culture polonaise,,. Selon l'historien Andrii Portnov, les Confins peuvent même être considérés comme « le paradis perdu de la "mission civilisatrice" de la Pologne » en même temps que le lieu « d'affrontements sanglants et romantiques avec les Cosaques et les Tatars ». Les Confins faisait partie de la République des Deux Nations et de la Deuxième République de Pologne, et depuis 1945 de l'Ukraine, de la Biélorussie et de la Lituanie actuelles,. Selon certaines définitions, ils s'étendraient même au-delà des zones qui faisaient partie de la Pologne de l'entre-deux-guerres. 
Après les changements territoriaux et les transferts de population ayant eu lieu durant ou immédiatement après la Seconde Guerre mondiale, la nostalgie liée à al mythologie des Confins s'est surtout concentrée sur la région de Vilnius et la Galicie orientale, et tout particulièrement sur la ville de Lviv (ou Lwów en polonais). Il est fréquemment reproché aux tenants de ce discours de se concentrer spécifiquement sur les Polonais vivant dans les Confins, sans accorder suffisamment d'attention aux habitants ukrainiens, lituaniens, ruthènes ou biélorusses de la région.

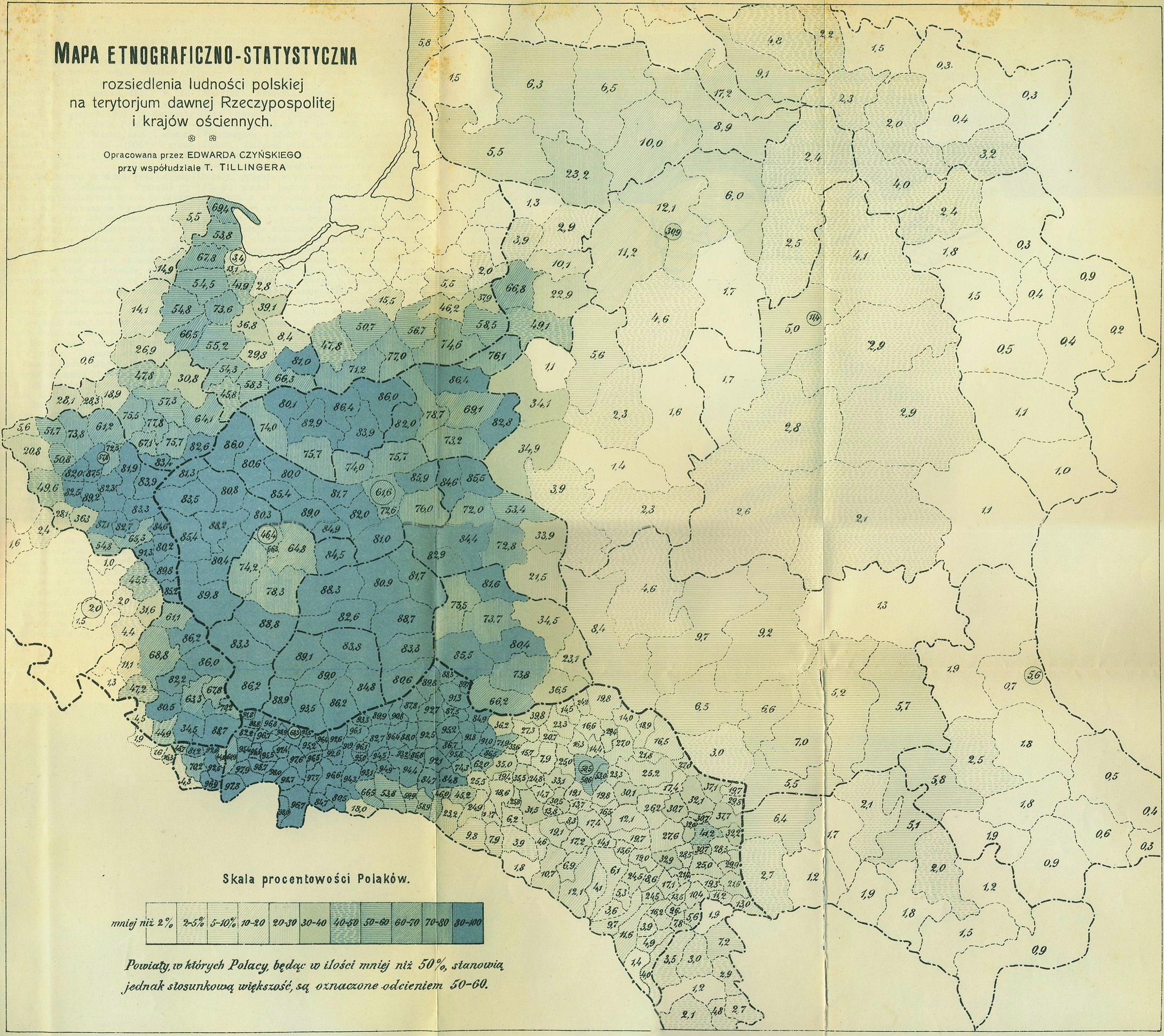
Carte de la population polonaise au sein des frontières de l'ancienne Pologne-Lituanie, en 1912.

## Mythologie
La mythologie des Confins est un élément important de certaines versions de la mythologie nationale polonaise,. Selon Bogusław Bakuła, il s’agit d’un récit post-impérialiste hautement orientaliste,. L'historien Daniel Beauvois a appelé à l'abandon de ce récit, le qualifiant d'historiquement faux, lui reprochant d'être basé sur les prémisses de la supériorité culturelle polonaise sur les cultures biélorusse, lituanienne et ukrainienne. Selon le spécialiste des cultures d'Europe orientale Leszek Szaruga (pl),
La mythologie des Confins repose en grande partie sur l'illusion sentimentale des Polonais. Le mécanisme par lequel cette illusion a fonctionné est compréhensible, mais cela ne signifie pas qu'il doive être pleinement accepté.
Selon le spécialiste de l'histoire juive polonaise Antony Polonsky en revanche, cette vision est particulièrement dure. L'historienne Maria Janion compare le récit des Confins à la mythologie du Far-West (en) américaine. Plusieurs chercheurs, dont Robert Traba (pl), soulignent la similitude entre la mythologie des Confins et le discours allemand sur la Prusse orientale. Les Confins sont selon lui considérés comme un « rempart du christianisme » de la même manière que la Prusse-Orientale était un « rempart de la germanitude (en) ». Selon Agnieszka Niemojewska, le mythe
« présente la République des Deux Nations non pas telle qu'elle était réellement, mais telle que beaucoup aimeraient s'en souvenir. Une Pologne forte, respectée, protégée par le solide rempart d'une cour noble et armée d'une éthique chevaleresque. En bref : une Pologne que l'on pourrait aimer ».
Les fréquentes batailles menées dans les régions frontalières contre divers ennemis au cours des siècles ont conduit la mythologie des Confins à se superposer au mythe du sarmatisme. L'élément militaire du mythe a été développé dans les œuvres d'Henri Sienkiewicz.
Selon Niemojewska, l'une des principales sources du mythe était les Ballades et romances (pl) d'Adam Mickiewicz, qui présentent une vérité alternative au rationalisme des Lumières, basée sur le romantisme et les rituels transmis de génération en génération. Elle écrit que plusieurs auteurs polonais ont utilisé des éléments de ce mythe dans leur œuvre, comme Stanisław Lem (Highcastle, 1966) et Tadeusz Konwicki (A Chronicle of Amorous Accidents, 1974). Même Czesław Miłosz, qui évitait généralement les mythes sentimentaux, a sans doute utilisé dans un certain sens des éléments de la mythologie des Confins lorsqu'il écrivait sur la Lituanie. Cependant, Bakuła soutient que l’expression la plus complète du mythe ne se trouve pas dans la littérature mais dans les publications universitaires et historiques.